# Sainte-Marie (Riunione)
Sainte-Marie è un comune francese di 30 718 abitanti situato nel dipartimento d'oltre mare di Réunion.